# Герб Миор
Герб Миор (бел. Герб Мёраў) — официальный геральдический символ города Миоры Витебской области Белоруссии. Автором герба является Т. А. Альхимович. Художник — А. В. Левчик.

## История
Исторического герба у Миор никогда не существовало. Проект герба Миор был одобрен решениями Миорского районного Совета депутатов от 30 сентября 2002 года № 102 и Миорского районного исполнительного комитета от 11 декабря 2002 года № 852. Герб города был утверждён Указом Президента Республики Беларусь от 20 января 2006 года № 36 и зарегистрирован в Государственном геральдическом регистре Республики Беларусь 6 февраля 2006 года.

## Описание
Герб города Миоры представляет собой изображение в голубом поле испанского щита трёх волнистых поясов белого цвета, над ними — белый лебедь с поднятыми крыльями.

## Использование
Герб города Миоры является собственностью Миорского района, правом распоряжения которой обладает Миорский районный исполнительный комитет.
Изображение герба города Миоры размещается на зданиях, в которых расположены органы местного управления и самоуправления города Миоры и Миорского района, а также в помещениях заседаний этих органов и в служебных кабинетах их руководителей. Изображение герба города Миоры может размещаться в тех местах города Миоры и Миорского района, где в соответствии с белорусским законодательством предусматривается размещение изображения Государственного герба Республики Беларусь.
Изображение герба города Миоры может использоваться также во время государственных праздников и праздничных дней, торжественных мероприятий, проводимых государственными органами и иными организациями, народных, трудовых, семейных праздников и мероприятий, приуроченных к памятным датам.
Право на использование изображения герба города Миоры в иных случаях может быть предоставлено по решению Миорского районного исполнительного комитета.